# Deserters Canyon
Deserters Canyon är en kanjon i Kanada.   Den ligger i provinsen British Columbia, i den centrala delen av landet, 3 600 km väster om huvudstaden Ottawa. Deserters Canyon ligger 780 meter över havet.
Terrängen runt Deserters Canyon är varierad. Trakten runt Deserters Canyon är nära nog obefolkad, med mindre än två invånare per kvadratkilometer..
I omgivningarna runt Deserters Canyon växer i huvudsak barrskog.